# The Bank of Canada Museum
The Bank of Canada Museum, conosciuto anche come Canada's Currency Museum è un museo numismatico a Ottawa, in Canada. Fu aperto nel 1980 al piano terra dell'edificio della Banca del Canada e fu temporaneamente chiuso nel 2013 per lavori all'edificio stesso, riaprendo nel 2017.
Il museo è famoso per essere il punto di riferimento della National Currency Collection, che contiene più di 100.000 reperti correlati al campo della numismatica, provenienti da tutto il mondo. Ciò comprende monete, banconote, presse per il conio, lastre, strumenti per l'incisione, registri di banche e governi, bilance e pesi, registratori di cassa, portamonete, medaglie e tessere numismatiche ed esempi di monete contraffatte. Questa collezione venne esposta fino al 2013 e ora, gran parte di questa è custodita in un archivio e non è accessibile ai visitatori.
La National Currency Collection comprende anche una biblioteca e un archivio, che contengono più di 8500 libri, opuscoli, cataloghi e giornali datati a prima del Medioevo.
Il museo offre svariati programmi educativi, sia in inglese che in francese, per gruppi scolastici o per il pubblico in generale.

## Storia

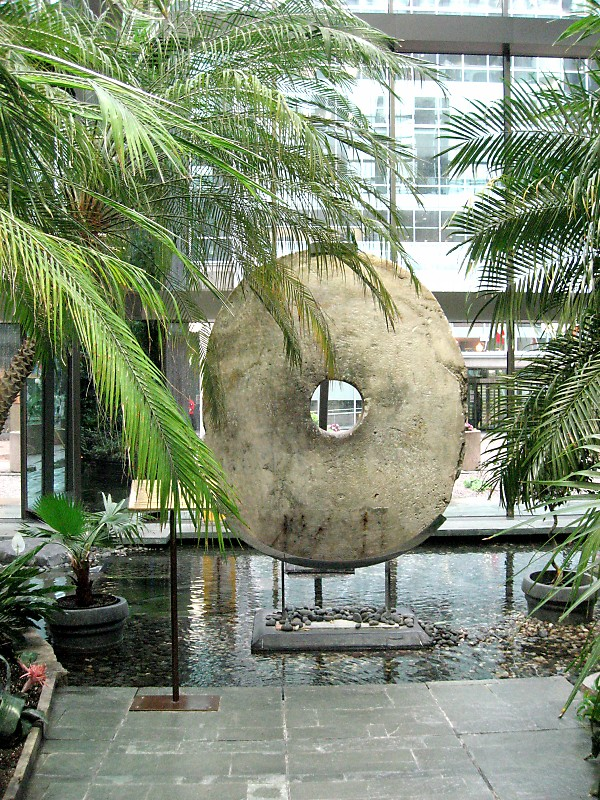
Una moneta rai, utilizzata come valuta sull'isola di Yap, posizionata nell'atrio della Banca del Canada prima del 2013.

La creazione di una collezione nazionale di valute fu proposta per prima verso la fine degli anni 1950 dal direttore della banca James Coyne.
Nel 1959, il consulente di numismatica G.R.L. Potter fu assunto con l'incarico di aiutare lo sviluppo della collezione, iniziando così la raccolta di artefatti che rappresentano la valuta canadese da lì a 150 anni prima.
Nel 1962, Sheldon S. Carroll fu assunto come Primo Curatore della banca e il governatore Louis Rasminsky diede a lui l'incarico di sviluppare nel modo più completo possibile una collezione di monete, gettoni e banconote canadesi. Carroll istituì, inoltre, collezioni di valute straniere antiche, medievali e moderne, oltre a reperti legati alle questioni bancarie e finanziarie. Il cuore della collezione fu raggruppato in questo periodo.
I reperti furono acquisiti da collezionisti individuali, ditte private e agenzie pubbliche. La collezione di J. Douglas Ferguson (forse il meglio conosciuto numismatico del suo tempo) fu acquistata nel 1963 e includeva banconote emesse durante il regime francese oltre a una selezione di monete antiche, medievali e moderne.
Un altro acquisto rilevante avvenne nel 1965 con il trasferimento di una vasta collezione di monete dagli archivi pubblici del Canada. Questi includevano la Hart Collection, che fu comprata dal governo canadese nel 1883.
Nel 1974, la banca comprò un'altra grande collezione dallo Château Ramezay, casa della Numismatic and Antiquarian Society of Montréal, la prima società di numismatica in Canada. Questo acquisto comprendeva la collezione di R.W. McLachlan, uno dei massimi numismatici canadesi tra il tardo XIX secolo e l'inizio del XX.
Nel 1977, il Segretario di Stato canadese predispose formalmente l'acquisizione della banca, che diventò la National Currency Collection.
Il museo aprì le porte al pubblico nel nuovo edificio della Banca del Canada il 5 dicembre 1980. Il 2 luglio 2013, il museo fu chiuso per quattro anni per il rimodellamento dell'edificio della banca. Riapre il 1º luglio 2017 con il nome di Bank of Canada Museum.

## Affiliazioni
Il museo è affiliato con CMA, CHIN e il Virtual Museum of Canada.